# پرژمیسلاو فرانکوسکی

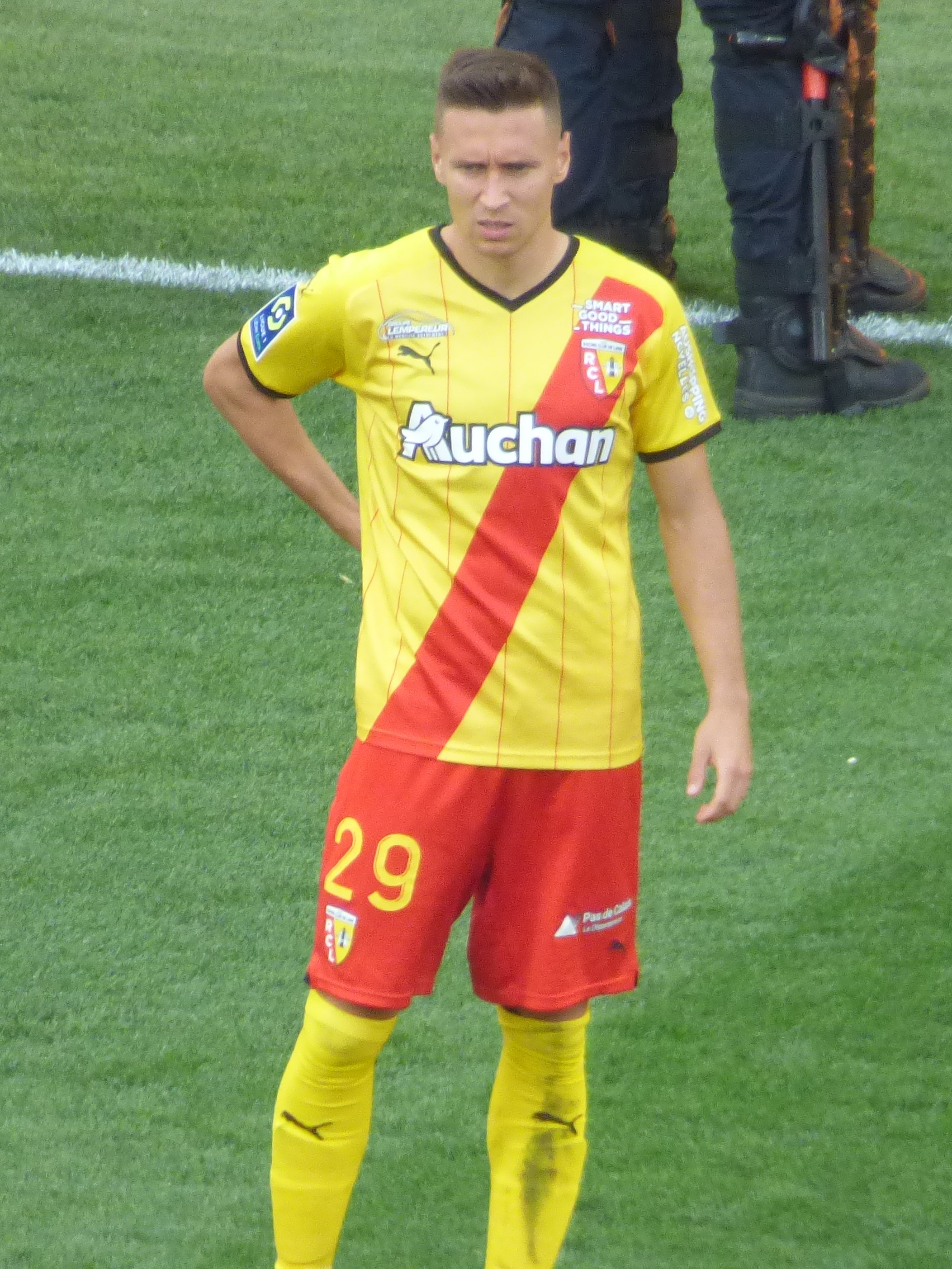
پرژمیسلاو فرانکوسکی در سال ۲۰۲۱

پرژمیسلاو فرانکوسکی (انگلیسی: Przemysław Frankowski؛ زادهٔ ۱۲ آوریل ۱۹۹۵) بازیکن فوتبال اهل لهستان است.
از باشگاه‌هایی که در آن بازی کرده‌است می‌توان به باشگاه فوتبال لخیا گدانسک و باشگاه فوتبال یاگلونیا بیاویستوک اشاره کرد.
وی همچنین در تیم‌های ملی فوتبال زیر ۲۱ سال لهستان و لهستان بازی کرده‌است.